# Indiana Jones
Ne doit pas être confondu avec Indiana Jones (franchise).
Pour les articles homonymes, voir Jones.
Henry Walton Jones Jr., alias Indiana Jones est un personnage de fiction, aventurier et professeur d'archéologie, créé par George Lucas. Incarné par l'acteur Harrison Ford, il apparaît pour la première fois dans le film Les Aventuriers de l'arche perdue (1981) réalisé par Steven Spielberg.
Indiana Jones est par la suite le héros de plusieurs suites au cinéma, d'une série télévisée dérivée, de téléfilms, d'une série de romans, de bandes dessinées, de jeux vidéo, de jeux de rôle, de jouets et d'attractions.
Les aventures d'Indiana Jones se déroulent principalement dans la première moitié du XXe siècle, avec comme toile de fond la Première et Seconde Guerre mondiale, avec une incursion pendant la guerre froide pour deux des films de la saga. Elles se terminent en 1969.
Le récit de ses premières aventures mêle fiction et réalité, « Indy » rencontrant des personnages ayant réellement existé. Dans ses aventures en tant qu'adulte, sa vie est rythmée par la recherche et découverte d'artéfacts et de reliques légendaires, tout en étant confronté à des mythes et croyances diverses.
Le personnage serait inspiré de celui d'Hiram Bingham, un archéologue américain découvreur du Machu Picchu au Pérou, sans que cela soit avéré. D'autres sources parlent du personnage de Harry Steele, le héros du film Le Secret des Incas (1954).
Indiana Jones est un personnage emblématique de la culture populaire américaine. En 2003, il est notamment classé à la deuxième place de la liste des plus grands héros et méchants du cinéma (AFI's 100 Years... 100 Heroes and Villains) de l'American Film Institute, seulement devancé par le personnage d'Atticus Finch (interprété par Gregory Peck) du film Du silence et des ombres (1962).

## Création du personnage

### Inspirations
Bien que de nombreuses sources affirment que Roy Chapman Andrews, Hiram Bingham ou Percy Fawcett ont été l'inspiration pour Indiana Jones, ni George Lucas, ni les autres créateurs de ces films ne l'ont jamais confirmé. La transcription des conférences de l'histoire du film ne les mentionne pas. Le costume semble inspiré du protagoniste du film Le Secret des Incas. Allan Quatermain (1885) pourrait également en être un modèle, de même que Tintin.

### Genèse
C'est avant la création du film Star Wars que George Lucas imagine l'histoire d'un aventurier dont le récit serait inspiré des serials de son enfance. Ce héros serait un archéologue dont les aventures le mèneraient à la recherche de reliques aux pouvoirs surnaturels.
George Lucas choisit finalement de se concentrer sur son film « galactique » et met de côté son histoire d'aventurier. Il propose tout de même le projet à Philip Kaufman, un scénariste et réalisateur, qui est aussitôt enthousiaste. Ils travaillent ensemble sur une ébauche du scénario et c'est Philip Kaufman qui propose l'Arche d'alliance comme centre d'intérêt du film. Au bout d'un mois de travail sur l'histoire, le scénariste est engagé par Clint Eastwood pour son film Josey Wales hors-la-loi et ne peut donc plus travailler sur le film de Lucas. L'archéologue est de nouveau mis au placard par son créateur, qui retourne s'occuper de son space opera.
Peu de temps après la sortie de Star Wars, George Lucas et Steven Spielberg attendent les résultats du box-office sur une plage hawaïenne. C'est après avoir appris le succès du film que Spielberg fait part à son ami du désir de réaliser un film de James Bond, tendant ainsi une perche à George Lucas qui lui rétorque : « J'ai mieux ! Les Aventuriers de l'arche perdue ». Le projet est relancé pour de bon.
Pour créer le personnage d'Indiana Jones, Spielberg s'est en partie inspiré de l'œuvre d'Hergé : « une partie d'Indiana Jones provient des livres [de Hergé] », a-t-il commenté.
Le serial (films à épisodes) des années 1930-40 est également une source manifeste de références. Beaucoup de cascades d'Indy sont directement inspirées de celle de Yakima Canutt, entre autres dans le film Le Retour de Zorro. Spielberg cite aussi, parmi ses influences, L'Homme de Rio de Philippe de Broca, ainsi que les aventures de Picsou dessinées par Carl Barks.

### À propos de son nom
George Lucas choisit le nom de « Indiana Smith » pour son nouveau personnage. Comme pour Chewbacca, c'est son chien qui l'inspire et pour cause, celui-ci s’appelant Indiana. Cette référence sera d'ailleurs reprise dans Indiana Jones et la Dernière Croisade. Cependant, le nom de famille « Smith » ne convient pas à son compère Steven Spielberg, qui lui propose dans la foulée le nom « Indiana Jones ».

## Biographie du personnage

### Enfance
Indiana Jones, fils d'Anna Mary Jones et de Henry Jones, naît le 1er juillet 1899 dans le New Jersey sous le nom de Henry Walton Jones Jr..
Son père, professeur de littérature médiévale, est diplômé de l'université d'Oxford. Encore dans le berceau, ses parents lui présentent son premier compagnon, un jeune chien Malamute d’Alaska, baptisé « Indiana ».
En 1905, Henry décide d'adopter le nom de son chien pour se différencier de son père avec qui il partage la même identité. Celui-ci continuera malgré tout de l'appeler « Junior » jusqu'à l'âge adulte. À partir de 1908, il suit son père qui donne des conférences à travers le monde. Ces voyages incessants ne lui permettent pas d'être inscrit à l'école et il est donc suivi par une préceptrice.

### Premiers pas d'archéologue
C'est en Égypte qu'Indiana Jones découvre l'archéologie.
Pendant que son père donne une conférence à l'université du Caire, Indiana et sa préceptrice visitent les pyramides. Estimant ne pas être assez bien payé, le guide qui les accompagne vole leurs chameaux et les abandonne sur place. Esseulés et ne sachant que faire, un familier de la préceptrice apparaît alors : c'est T. E. Lawrence. Pendant que les trois campent aux pieds d'une pyramide, « Ned » (comme le surnomme Indiana) fait part au jeune garçon de son intention de découvrir et ouvrir une tombe. Après ces paroles, Indiana veut devenir archéologue.

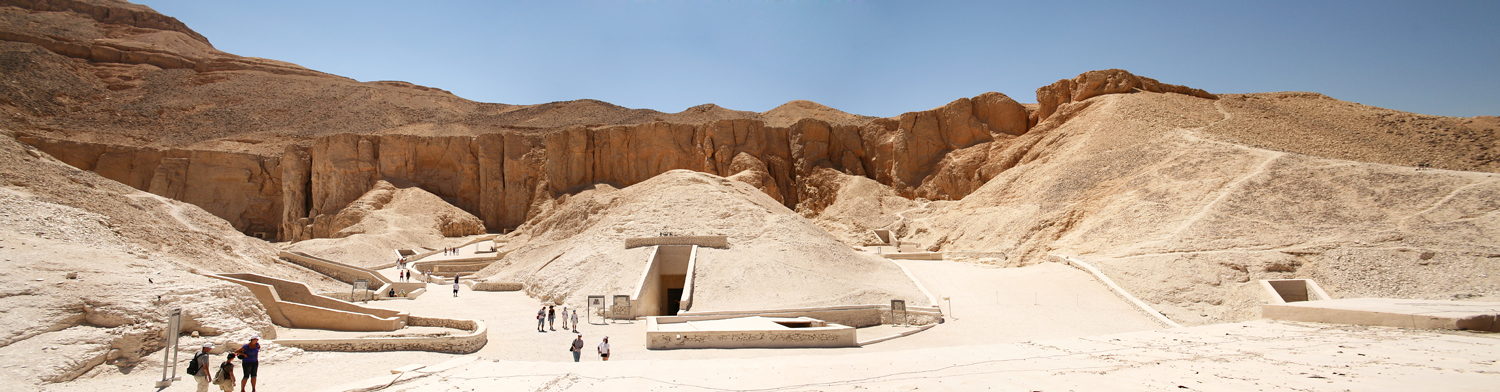
Le site de Louxor dans la vallée des rois.

Ned invite Indiana et son accompagnatrice à se joindre à lui et à rallier un secteur proche de la vallée des Rois où un de ses amis archéologue mène des fouilles. Ils partent le jour suivant.
Arrivés sur place, Rasheed Sallam, l'ami de Ned, annonce que les fouilles sur le site sont au point mort à cause d'une malédiction réveillée depuis l'ouverture d'un tombeau par Howard Carter. Les recherches arrêtées, Indiana attire l'attention de tous sur des objets proches de la tombe en question. Howard Carter décide d'explorer le tombeau et laisse Indy être le premier à y pénétrer. Après moult péripéties, le groupe découvre une chambre secrète et constate que la tombe a été récemment profanée. Dans cette pièce, une inscription mentionne un casque représentant un chacal incrusté de pierres précieuses. Il s'avère que le « chacal » a été volé par un membre de l'équipe de Howard Carter, qui a pris la fuite.
Cette expérience est la source de la vocation d'Indiana Jones, qui jure de retrouver un jour l'objet.

### Adolescence
En 1912, Indiana Jones emménage avec son père dans l'Utah. Cette même année, sa mère meurt de la scarlatine et, avec le temps, le jeune garçon s'habitue au peu de communication avec son père.

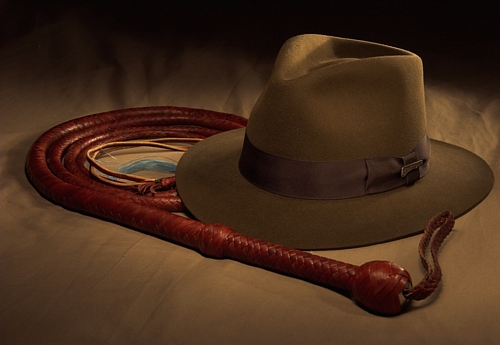
Le célèbre chapeau d'Indiana Jones, reçu à l'adolescence, accompagné de son fouet.

À son arrivée dans ce nouvel État, il intègre une troupe de scouts avec laquelle il part pour un bivouac au parc national des Arches. Sur place, il entreprend une excursion et surprend une bande de pilleurs prenant possession de la croix de Coronado. Estimant que sa place est dans un musée, il s'empare de l'objet et réussit à prendre la fuite. Les voleurs à ses trousses, il réussit à prendre un train en marche. Les hommes le rejoignent sur ce train, qui se trouve être celui d'un cirque, et le traquent. C'est lors de cette poursuite qu'il voit naître en lui sa peur des serpents quand il tombe dans une fosse remplie de serpents. Après s'être échappé du piège des reptiles, il se retrouve face à un lion menaçant. S'emparant d'un fouet à proximité, il s'inflige une blessure au menton (l'origine de sa cicatrice) et réussit à garder l'animal à distance. Il s'échappe de nouveau et arrive chez lui, mais il est contraint de rendre la croix au commanditaire de la bande des voleurs qui l'a retrouvé. Le chef des voleurs lui offre son chapeau fédora en lui glissant des mots d'encouragement.
En mars 1916, lui et son père rendent visite à des membres de leur famille au Nouveau-Mexique. Indy retrouve son cousin Frank qui l'emmène en virée pour voir des jeunes filles. En chemin, ils se retrouvent au milieu d'un règlement de comptes entre révolutionnaires mexicains. Après avoir écarté des bandits d'une femme en détresse, Indiana est capturé, puis est sur le point d'être exécuté par les révolutionnaires. C'est finalement à Pancho Villa qu'il doit son salut pour l'avoir libéré au dernier moment.
À la suite de cela, l'adolescent rejoint les troupes de Pancho Villa et prend part à la révolution. Il fait la rencontre d'un belge s'appelant Rémy Baudouin avec qui il se lie d'amitié. Après avoir pris connaissance des raisons de cette révolution, il décide de se joindre à Rémy qui va retourner en Europe pour se battre à la Grande Guerre. Avant son départ, il retrouve la trace du « chacal » dans la région. Il fait ce qui lui semble être son devoir en le récupérant, puis s'envole pour le « vieux continent » avec son ami.

### Première Guerre mondiale: le soldat «Henri Defense»
Après une courte étape en Irlande pendant l'insurrection de Pâques, les deux amis se rendent à Londres où se situe le bureau de recrutement de l'Armée belge. Indiana est enrôlé sous le pseudonyme de « Henri Defense » et part avec Rémy pour la base du Havre.
À la suite de leur entraînement militaire, ils partent combattre en Flandre où les officiers de leur escadron sont tués. Indiana et Rémy sont alors envoyés dans la Somme pour se battre aux côtés des troupes françaises. Là, ils sont confrontés aux pires horreurs de la guerre : ils sont la cible de tirs, gazés et exposés au feu des lance-flammes allemands. Après que son escadron a accompli sa mission, celui-ci est anéanti par une troupe allemande venue riposter. Indiana est capturé, après avoir perdu de vue son ami Rémy. Il est amené dans un camp de prisonniers et s'intègre à un groupe emmené par un certain Charles de Gaulle, qui prépare une évasion. Après l'échec de la tentative, ils sont tous les deux transférés dans une prison de haute sécurité, mais finissent par s'échapper. Indiana rejoint la base de son unité où il retrouve Rémy. Désirant quitter les tranchées, il devient coursier pour le haut commandement français. Mais, à la suite d'ordres ordonnant le sacrifice de soldats, il sabote sa propre moto pour éviter ce massacre. Il est réexpédié aussitôt dans les tranchées.
La bataille de Verdun terminée, Indy s'installe à Paris et s'engage dans une relation passionnelle avec Mata Hari. Celle-ci conseille à son jeune amant d'aller se battre en Afrique de l'Est, où les combats sont moins sanglants. En novembre 1916, il part pour l'Afrique avec Rémy.
Il est promu lieutenant dans une unité postée à proximité du lac Victoria. Il devient rapidement un meneur d'hommes et un combattant sans états d'âme. Pendant une charge, il désobéit délibérément à un ordre de retraite et continue l'offensive. Son initiative permet de remporter la bataille et il est nommé capitaine, au grand désarroi de son supérieur hiérarchique.
Après plusieurs mois dans cet enfer africain, Indiana perd quasiment toute son unité tombée gravement malade. Tous ces morts lui ouvrent les yeux et il se rend compte que lui et tous les soldats qui se battent sur ce continent sont comme des pantins assouvissant la soif de conquête des hommes. Malade et extrêmement épuisé, il décide de rebrousser chemin avec sa poignée d'hommes encore vivants et regagner la côte occidentale. Jones et ses hommes souffrent de plus en plus de la fièvre au milieu du Congo. Ils doivent leur salut à un médecin alsacien, Albert Schweitzer, qui dirige un hôpital de campagne en pleine jungle. Au contact du médecin, Indy retrouve foi en l'humanité et décide de se retirer de cette guerre.
Indiana et Rémy font leur retour en Europe et intègrent les services secrets français. Les deux amis sont séparés par leurs missions respectives. Rémy retourne en Belgique pour devenir le contact français de la résistance belge, tandis qu'Indy devient éclaireur pour l'escadrille La Fayette. Après plusieurs mois à effectuer toutes sortes de missions et qui l'ont mené en Europe de l'Est, Indiana retourne à l'ouest avant de partir pour Le Caire. Plus tard, il aide son vieil ami T.E. Lawrence à libérer Beersheba de l'invasion turque. Il enchaîne plusieurs missions, mettant à profits ses talents d'espion jusqu'à ce que l'armistice soit signée le 11 novembre 1918.

### L'œil de paon
Après la guerre, Indiana Jones trouve en rase campagne le corps d'un soldat avec une carte qui semble indiquer l'endroit où se situe un paon en or aux yeux de diamants, ayant appartenu à Alexandre le Grand. Cette chasse au trésor le mène de Londres à l'Inde, en passant par Alexandrie.
Dans les mers du Sud chinoises, il fait face à des pirates chinois et se retrouve abandonné sur une île. Capturé par des indigènes, il est sauvé par l'anthropologue polonais Bronisław Malinowski. Estimant cette quête sans issue, il décide de rentrer aux États-Unis pour commencer ses études d'archéologie.

### L'universitaire
Admis à l'université de Chicago en 1920, Indiana Jones suit les cours d'archéologie du professeur Abner Ravenwood, travaillant dans le même temps comme serveur dans un restaurant. Pendant son temps libre, il fréquente les clubs de jazz. En 1922, il obtient son diplôme et part étudier la linguistique en France à la Sorbonne. Dans le courant de cette même année, il est invité par son nouveau professeur d'archéologie à se rendre en Grèce à Delphes en tant que spécialiste de grec ancien. Malgré lui, Indy se retrouve impliqué dans un complot visant à assassiner Constantin Ier de Grèce et l'oracle de Delphes. Cette aventure marque un tournant dans la vie de l'aventurier ; il décide de dédier son existence à l'archéologie.

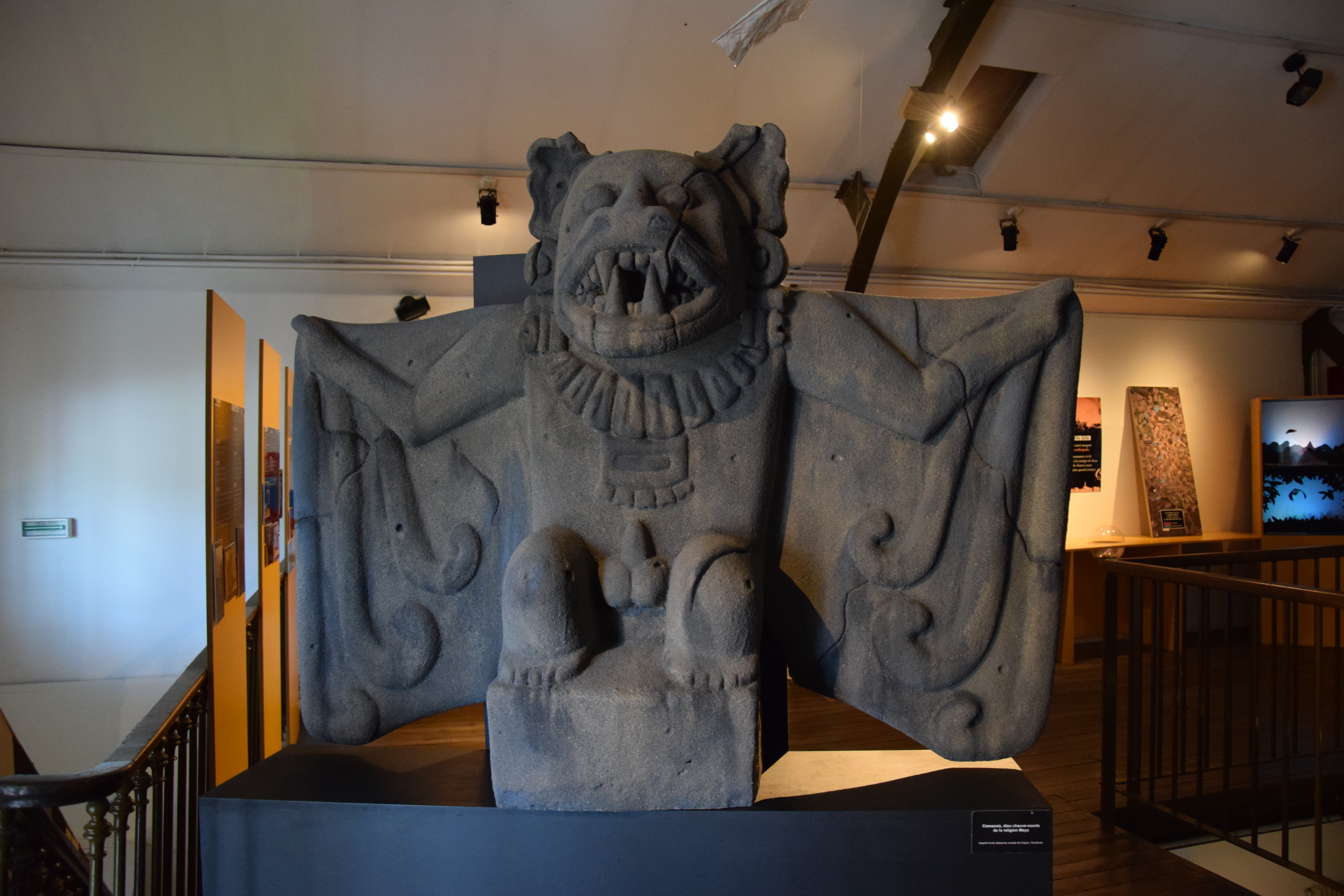
Statue du dieu Camazotz.

Il termine son cursus en 1925 et trouve son premier poste à l'université de Londres en tant que professeur d'un programme d'été. Il entame une idylle avec une de ses élèves, Deirdre Campbell avec qui il part à la recherche du masque funéraire de Camazotz. Il épouse Deirdre en avril 1926, mais celle-ci meurt lors d'un crash aérien peu de temps après.
Plus tard dans l'année, il rejoint le professeur Ravenwood sur une fouille à Jérusalem. Une profonde amitié se crée entre les deux hommes, qui finissent par découvrir le grand bourdon de Râ. Toujours tourmenté par la mort de sa femme, Indiana Jones se laisse emporter dans une romance avec la fille de son ami, Marion. Cette liaison n'est pas du goût du vieux professeur, ce qui pousse Indy à quitter les Ravenwood.

### L'aventurier
Indiana Jones parcourt le monde et vit un grand nombre d'aventures.
En 1927, il retrouve la trace de l'arche de Noé au mont Ararat avant de la voir succomber à une avalanche et être pris au piège de tonnes de neige et de glace. Ses quêtes successives le mènent, entre autres, aux ruines anasazies de l'Utah où est découverte la dernière corne de licorne, puis sur l'île de Pâques où il découvre la « porte d'entrée » d'un monde parallèle. Au début des années 1930, il est confronté à des OVNI, se lance à la recherche de la pierre philosophale, fait face à des géants et des dinosaures.
En 1935, professeur au Marshall college de Bedford dans le Connecticut, il part en Inde sur le chemin des pierres de Sankara, avec le jeune Demi-Lune et l'artiste de music-hall Willie Scott, et y affronte des adeptes du rituel thug.
En 1936, il se met à la recherche de l'arche perdue, espérant la retrouver avant les nazis et l'archéologue français René Belloq pour sauver le pays. Il retrouve Marion mais, au bout de deux ans de relation, Indy la quitte une semaine avant leur mariage, sans savoir que Marion attend un enfant. Elle épouse Colin Williams, pilote de la RAF, qui élève le fils d'Indy, Henry « Mutt » Williams, comme le sien.
En 1938, quand son père Henry Jones Senior se fait kidnapper par les nazis lors de sa quête du Graal, Indiana vole à son secours. Il réussit à libérer son père et à retrouver le Graal, après un affrontement contre un Templier, mais la relique tombe ensuite dans une fosse à cause d'un tremblement de terre.
En 1945, dans l'Allemagne alors contrôlée par le régime nazi, Indiana Jones et son ami archéologue Basil Shaw cherchent à récupérer la lance de Longinus, le légionnaire qui a blessé Jésus pendant sa crucifixion. Capturé par les nazis, Indiana Jones parvient à s'échapper et embarque à bord d'un train chargé d'objets d'arts pillés ou spoliés qui doit rejoindre Berlin. Indiana espère y retrouver la lance. Il la découvre, mais comprend qu'il s'agit d'un faux. En se frayant un chemin dans le train, Indiana Jones a affaire à un scientifique nazi, Jürgen Voller, qui s'intéresse à la machine d'Anticythère et a réussi à acquérir l'unique moitié du mécanisme qui ait été retrouvée. Indiana Jones retrouve Basil Shaw qui avait lui aussi été capturé. Tous deux parviennent à s'échapper en emportant la machine et à faire dérailler le train, avant d'être rejoints par les forces alliées.
En 1950, Indiana Jones, poursuivi par des brutes qui veulent lui reprendre une relique indienne, se réfugie dans une cabane abandonnée. Il y trouve un saxophone, ce qui lui rappelle sa jeunesse, à l'époque de la Prohibition. Alors étudiant à Chicago, il a fait la connaissance de Sidney Bechet.

### Le Royaume du Crâne de Cristal
En 1957, Indiana Jones est poursuivi par les Soviétiques et l'agent russe Irina Spalko quand il part à la recherche des Crânes de cristal et de leur origine mystérieuse. Lors de cette aventure, il rencontre son fils Mutt et retrouve l'amour de sa vie, Marion Ravenwood. Ayant finalement gagné contre les Russes (et découvert des êtres inter-dimensionnels et leur soucoupe volante), il se marie avec Marion.

### Le Cadran de la destinée

Pays visités par Indy dans les cinq films Indiana Jones :
les pays visités dans le premier film
les pays visités dans le deuxième film
les pays visités dans le troisième film
les pays visités dans le quatrième film
les pays visités dans le cinquième film

En 1969, Indiana Jones prend sa retraite de professeur au Hunter college de New York. Son fils s'est engagé dans l'armée et il est mort au combat. Marion ne s'en est pas remise et a demandé le divorce. Il reçoit alors la visite d'Helena Shaw, la fille de son ami Basil, dont Indiana Jones est le parrain. Helena se passionne pour la machine d'Anticythère. Avec l'aide de Sallah, Indiana prend l'avion vers le Maroc où il retrouve Helena Shaw à Tanger. Grâce aux notes prises par Basil, qu'Helena a retenues par cœur, Indiana Jones et Helena comprennent que le mécanisme d'Anticythère constitue la moitié d'une machine complexe, le Cadran de la destinée, inventé par le fameux mathématicien grec Archimède. Après un voyage dans le temps émaillé de nombreuses péripéties, Indiana revient chez lui. Il y retrouve Helena, Sallah avec ses petits-enfants et Marion, avec qui il se réconcilie.
En 1992, âgé de 93 ans, il raconte ses aventures.

### Événements historiques vécus et personnalités rencontrées
Au cours de ses aventures autour du globe, Indiana Jones a vécu le naufrage du Titanic, la révolution mexicaine, la Première Guerre mondiale, la Seconde Guerre mondiale et la guerre froide.
Il a également fait la rencontre de plusieurs célébrités et personnalités marquantes de son époque. Dans sa jeunesse, il a notamment rencontré Norman Rockwell, Pablo Picasso, Franklin Roosevelt, Sigmund Freud, Charles de Gaulle, Albert Schweitzer, Dracula, Eliot Ness, Ernest Hemingway, Al Capone, John Ford ou encore Adolf Hitler.
Dans le cinquième et utilme film, il dépasse les astronautes de la mission Apollo 11, Buzz Aldrin, Michael Collins et Neil Armstrong lors d'une course poursuite dans les rues de New York. Il rencontre aussi Archimède.

## Caractéristiques

### Physique
Dans ses aventures, Indiana Jones est en général vêtu d'une veste de cuir, d'un chapeau brun de type fédora, d'une chemise kaki, d'un pantalon beige et de grosses chaussures brunes. Il porte un fouet à sa ceinture. On le voit aussi souvent avec un sac de toile en bandoulière.
Lorsqu'il n'est pas en voyage, il porte un costume de ville et des lunettes rondes.

### Personnalité
Henry Walton Jones Jr., dit « Indiana » (Indiana étant le nom du chien familial) ou « Indy » pour les intimes, est professeur d'archéologie. Il prend la suite de son père, le professeur Henry Jones, dont le domaine est la littérature médiévale, comme l'indique Indy dans le troisième épisode de la saga.
Contrairement à ce dernier, qui serait plutôt un « rat de bibliothèque », Indiana Jones est plutôt un « homme de terrain » et n'hésite pas à faire parler les poings ou les armes si cela se révèle nécessaire.
D'un naturel plutôt macho, il a un certain succès auprès des femmes ; bon nombre de gens prétendent que sa cicatrice au menton y est pour beaucoup.
Son plus grand point faible (excepté les femmes) est une ophiophobie (peur des serpents), due vraisemblablement à sa chute dans un bac rempli de serpents dans sa jeunesse, décrite dans le troisième opus.

## Interprétation

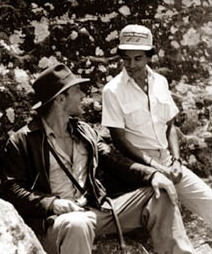
Harrison Ford et Chandran Rutnam sur le tournage d’Indiana Jones et le Temple maudit en 1983 au Sri Lanka.

Le réalisateur du premier film, Steven Spielberg, pense immédiatement à l'acteur Harrison Ford pour jouer ce héros, digne de Allan Quatermain, mais le producteur et créateur du personnage George Lucas est contre. En effet, en plus de ne pas être favorable à l'idée de reprendre un acteur qu'il a déjà fait jouer, Lucas craint qu'une confusion soit faite entre ce nouveau personnage et celui de Han Solo de la saga Star Wars.
Plusieurs acteurs sont alors approchés pour le rôle, dont Nick Nolte et Peter Coyote. Finalement, après un casting plus que concluant, c'est Tom Selleck qui est choisi pour incarner l'aventurier. Mais ce dernier doit finalement refuser le rôle à cause de son contrat qui le lie à la série Magnum.
Après ce raté, Spielberg persuade Lucas qu'« Indy » est taillé pour Harrison Ford. L'acteur et le réalisateur sont mis en relation par George Lucas et, malgré son hésitation à signer pour trois films, l'acteur accepte l'offre. Indiana Jones est né.
Dans le prologue du film Indiana Jones et la Dernière Croisade, l'acteur River Phoenix incarne Indiana Jones à 13 ans. Plusieurs acteurs prêtent ensuite leur traits à l'archéologue, à différents âge, dans la série télévisée Les Aventures du jeune Indiana Jones, les principaux étant Corey Carrier (en) (9-11 ans), Sean Patrick Flanery (17-21 ans) et George Hall (93 ans).

## Série de films
- Indiana Jones et les Aventuriers de l'arche perdue (1981)
- Indiana Jones et le Temple maudit (1984)
- Indiana Jones et la Dernière Croisade (1989)
- Indiana Jones et le Royaume du crâne de cristal (2008)
- Indiana Jones et le Cadran de la destinée (2023)

## Adaptations

### Série télévisée
- 1992-1993 : Les Aventures du jeune Indiana Jones (The Young Indiana Jones Chronicles) de George Lucas, avec Corey Carrier (en), Sean Patrick Flanery et George Hall.

### Téléfilms
- 1994 : Hollywood Folies (The Hollywood Follies) de Michael Schultz, avec Sean Patrick Flanery.
- 1995 : Le Trésor de l'Œil du Paon (Treasure of the Peacock's Eye) de Carl Schultz, avec Sean Patrick Flanery.
- 1995 : L'Attaque des Hommes Faucons (Attack of the Hawkmen) de Ben Burtt, avec Sean Patrick Flanery.
- 1996 : Travels with Father de Michael Schultz et Deepa Mehta, avec Sean Patrick Flanery (inédit en France).

### Jeux vidéo
Le personnage a connu plusieurs adaptations en jeu vidéo au fil du temps, dont certaines développées par la société LucasArts :
- 1982 : Raiders of the Lost Ark – Adaptation du premier film en jeu d'action.
- 1985 : Indiana Jones and the Temple of Doom – Adaptation du second film sous forme de jeu de plates-formes.
- 1989 : Indiana Jones et la Dernière Croisade – Adaptation du troisième film en jeu d'aventure.
- 1990 : Indiana Jones and the Last Crusade: The Action Game – Adaptation du troisième film en jeu de plate-forme.
- 1992 : Indiana Jones et le mystère de l'Atlantide – Aventure inédite du célèbre aventurier sous forme d'un jeu d'aventure.
- 1992 : The Young Indiana Jones Chronicles – Adaptation de la série TV en Jeu d'action.
- 1993 : Indiana Jones: The Pinball Adventure – Flipper au plateau constitué sur le thème du célèbre aventurier.
- 1994 : Indiana Jones' Greatest Adventures – Adaptation des trois premiers films en jeu de plate-forme.
- 1994 : Indiana Jones and His Desktop Adventures – Aventures inédite générées aléatoirement mettant en scène Indiana Jones dans diverses missions au Mexique (similaire à Zelda).
- 1994 : Instruments of Chaos Starring Young Indiana Jones – Aventure inédite mettant en scène le jeune Indiana dans un jeu d'action.
- 1997 : Star Wars: Yoda Stories – Indiana fait un caméo dans cette suite de Indiana Jones and His Desktop Adventures.
- 1999 : Indiana Jones et la Machine Infernale – Aventure inédite de Indiana dans un jeu mélangeant tir à la troisième personne et plate-forme (similaire à Tomb Raider).
- 2003 : Indiana Jones et le tombeau de l'empereur – Aventure inédite d'Indiana Jones dans le même principe que La Machine Infernale.
- 2008 : Lego : Indiana Jones – Adaptation des trois premiers films en jeux Lego.
- 2009 : Lego Indiana Jones 2 : L'aventure continue
- 2009 : Indiana Jones et le sceptre des rois – Aventure inédite située en 1939.
- 2015 : Broforce – Le personnage y apparaît en tant que "bro" jouable sous le pseudonyme de Indiana Brones
- 2024 : Indiana Jones et le Cercle ancien - Aventure inédite situé en 1937

### Romans

#### Novélisations des films
- La Dernière croisade (Indiana Jones and the last crusade) / Rob Mac Gregor ; trad. Philippe Rovard ; d'après le scénario de Jeffrey Boam sur une idée de George Lucas et Menno Meyjes.
  - Paris : France loisirs, 1989, 246 p.  (ISBN 2-7242-4546-6)
  - Paris : Presse Pocket no 3382, 1992, 219 p.  (ISBN 2-266-05325-6)
  - Paris : Pocket, 1994, 219 p. (Indiana Jones)  (ISBN 2-266-05325-6)
- L'intégrale de la Trilogie / Campbell Black, James Kahn, Rob MacGregor ; trad. Philippe Rouard ; d'après les scénarios de Philip Kaufman, Lawrence Kasdan, Willard Huyck, Gloria Katz, Menno Meyjes, Jeffrey Boam et Philip Kaufman ; sur une idée de George Lucas.
  - Paris : Bragelonne, avril 2008, 541 p.  (ISBN 978-2-35294-184-2)
  - Éd. collector. Paris : Bragelonne, mai 2008, 541 p.  (ISBN 978-2-35294-170-5)
- Le Royaume du crâne de cristal / James Rollins ; trad. Isabelle Troin ; d'après le scénario de David Koepp sur une idée de George Lucas et Jeff Nathanson.

Livres pour la jeunesse
- Les Aventuriers de l'arche perdue, Hachette, coll. Bibliothèque verte, 2008, 153p.  (ISBN 978-2-01-201603-3)
- Indiana Jones et le Temple maudit, Hachette, coll. Bibliothèque verte, 2008, 150p.  (ISBN 978-2-01-201649-1)
- Indiana Jones et la dernière croisade
  - adaptation Michel Laporte ; illustrations Dominique Boll. Paris : Nathan, 1989, 126 p.  (ISBN 2-09-204630-6)
  - adaptation Elvire Murail. Paris : Nathan, 1989,  (ISBN 2-09-240400-8)
  - traduit de l'anglais par Jérôme Jacobs. Paris : Hachette, coll. Bibliothèque verte, 2008, 143 p.  (ISBN 978-2-01-201652-1)
- Indiana Jones et le Royaume du crâne de cristal, Hachette, coll. Bibliothèque verte, 2008, 183p.  (ISBN 978-2-01-201653-8)
- Indiana Jones : l'intégrale / trad. de l'anglais par Jérôme Jacobs. Paris : Hachette Jeunesse, 2008, 487 p.  (ISBN 978-2-01-201708-5)

#### Aventures originales
- T1 - Péril à Delphes (Indiana Jones and the Peril at Delphi) / Rob MacGregor ; trad. Michel Pagel, Presse Pocket, Paris, 1992, 272 p.  (ISBN 2-266-05025-7)
- T2 - La Danse des géants (Indiana Jones and the Dance of the Giants) / Rob MacGregor ; trad. Michel Pagel), Presse Pocket, Paris, 1992, 254 p.  (ISBN 2-266-05026-5) - Suite de Péril à Delphes
- T3 - Les Sept Voiles (Indiana Jones and the Seven Veils) / Rob MacGregor ; trad. Michel Pagel), Presse Pocket, Paris, 1992, 267 p.  (ISBN 2-266-05024-9) - Suite de La Danse des géants
- T4 - L'Arche de Noé (Indiana Jones and the Genesis Deluge) / Rob MacGregor ; trad. Carole d'Yvoire), Presse Pocket, Paris, 1993, 251 p.  (ISBN 2-266-05667-0)
- T5 - La Malédiction de la licorne (Indiana Jones and the Unicorn's Legacy) / Rob MacGregor ; trad. Thierry Arson), Presse Pocket, Paris, 1993, 252 p.  (ISBN 2-266-05668-9)
- T6 - Le Monde intérieur (Indiana Jones and the Interior World) / Rob MacGregor ; trad. Thierry Arson), Pocket, Paris, 1993, 251 p.  (ISBN 2-266-05683-2)
- T7 - Les Pirates du ciel (Indiana Jones and the Sky Pirates) / Martin Caidin ; trad. Éric Bettsch, Milady Poche, septembre 2008, 320 p.  (ISBN 2-811-20026-6)
- T8 - La Sorcière blanche (Indiana Jones and the White Witch) / Martin Caidin ; trad. Philippe Thullier, Milady Poche, septembre 2008, 352 p.  (ISBN 2-811-20027-4)
- T9 - La Pierre philosophale (Indiana Jones and the Philosopher's Stone) / Max McCoy ; trad. Thierry Arson, Milady Poche, oct. 2008, 288 p.  (ISBN 2-811-20034-7)
- T10 - Les Œufs de dinosaure / Max McCoy ; trad. Éric Betsch, Milady Poche, oct. 2008, 288 p.  (ISBN 2-811-20035-5)
- T11 - La Terre creuse (Indiana Jones and the Hollow Earth) / Max McCoy ; trad. Laurence Le Charpentier, Milady Poche, novembre 2008, 354 p.  (ISBN 2-811-20043-6)

- T12 - Le Secret du sphinx (Indiana Jones and the Secret of the Sphinx) / Max McCoy ; trad. Thierry Arson, Milady Poche, novembre 2008, 290 p.  (ISBN 2-811-20044-4)

#### RomansLes Aventures du jeune Indiana Jones
La série de romans pour la jeunesse Les Aventures du jeune Indiana Jones est une adaptation roman de la série télévisée. Les histoires sont de George Lucas :
- Dans la vallée des rois (The Mummy's Curse, Megan Stine et H. William Stine), Fleurus, Paris, 1992, 126 p.-[8] p. de pl.  (ISBN 2-215-03042-9)
- Le Messager de Verdun (Field of Death, Les Martin), Fleurus, Paris, 1992, 126 p.-[8] p. de pl.  (ISBN 2-215-03039-9)
- Le Pisteur massaï (Safari Sleuth, A. L. Singer), Fleurus, Paris, 1992, 126 p.-[8] p. de pl.  (ISBN 2-215-03038-0)
- La Lettre secrète (The Secret Peace, William McCay), Fleurus, Paris, 1992, 126 p.-[8] p. de pl.  (ISBN 2-215-03040-2)
- La Marche maudite (Trek of Doom, Les Martin), Fleurus, Paris, 1993, 127 p.-[8] p. de pl.  (ISBN 2-215-03043-7)
- Révolution (Revolution!, Gavin Scott), Fleurus, Paris, 1993, 126 p.-[8] p. de pl.  (ISBN 2-215-03041-0)
- Race to Danger (Stephanie Calmenson)
- Prisoner of War (Les Martin)

#### RomansIndiana Jones Jr
- Indiana Jones Jr et la Princesse fugitive (Young Indiana Jones and the Princess of Peril, Les Martin, trad. Stanislas de Thou, ill. Erik Juszezak), Hachette jeunesse, Paris, 1992, 158 p. (Bibliothèque verte ; 580)  (ISBN 2-01-018838-1)
- Indiana Jones Jr et le Tombeau du pharaon (Young Indiana Jones and the Tomb of Terror, Les Martin, trad. Valentin Dechemin, ill. Erik Juszezak), Hachette jeunesse, Paris, 1992, 188 p. (Bibliothèque verte ; 581)  (ISBN 2-01-018839-X)
- Indiana Jones Jr et le Trésor de la plantation (Young Indiana Jones and the Plantation Treasure, William McCay, trad. Jérôme Jacobs, ill. Erik Juszezak), Hachette jeunesse, Paris, 1992, 126 p. (Bibliothèque verte ; 582).  (ISBN 2-01-018842-X)
- Indiana Jones Jr contre le roi Zed (Young Indiana Jones and the Secret City, Les Martin, trad. Jérôme Jacobs, ill. Erik Juszezak), Hachette jeunesse, Paris, 1992, 126 p. (Bibliothèque verte ; 583).  (ISBN 2-01-018841-1)
- Indiana Jones Jr et le Masque de fer (Young Indiana Jones and the Gypsy Revenge, Les Martin, trad. Jérôme Jacobs, ill. Erik Juszezak), Hachette jeunesse, Paris, 1992, 121 p. (Bibliothèque verte ; 584).  (ISBN 2-01-018843-8)
- Indiana Jones Jr et les Chevaliers fantômes (Young Indiana Jones and the Ghostly Riders, William McCay, trad. Valentin Dechemin, ill. Erik Juszezak), Hachette jeunesse, Paris, 1992, 189 p. (Bibliothèque verte ; 585)  (ISBN 2-01-018844-6)
- Indiana Jones Jr et la Croix de rubis (Young Indiana Jones and the Curse of the Ruby Cross, William McCay, trad. Stanislas de Thou, ill. Erik Juszezak), Hachette jeunesse, Paris, 1992, 159 p. (Bibliothèque verte ; 586)  (ISBN 2-01-018845-4)
- Indiana Jones Jr contre les druides noirs (Young Indiana Jones and the Circle of Death, Les Martin, trad. Stanislas de Thou, ill. Erik Juszezak), Hachette jeunesse, Paris, 1992, 158 p. (Bibliothèque verte ; 587)  (ISBN 2-01-018840-3)
- Indiana Jones Jr sur le Titanic (Young Indiana Jones and the Titanic Adventure, Les Martin, trad. Jérôme Jacobs, ill. Erik Juszezak), Hachette jeunesse, Paris, 1993, 153 p. (Bibliothèque verte ; 588).  (ISBN 2-01-020479-4)
- Indiana Jones Jr et l'Ermite du Colorado (Young Indiana Jones and the Lost Gold of Durango, Megan Stine et H. William Stine, trad. Stanislas de Thou, ill. Erik Juszezak), Hachette jeunesse, Paris, 1994, 158 p. (Bibliothèque verte ; 589)  (ISBN 2-01-021331-9)
- Indiana Jones Jr aux portes des enfers (Young Indiana Jones and the Journey to the Underworld, Megan Stine et H. William Stine, trad. Jérôme Jacobs, ill. Erik Juszezak), Hachette jeunesse, Paris, 1995, 158 p. (Bibliothèque verte ; 590)  (ISBN 2-01-209256-X)
- Indiana Jones Jr et le Dragon chinois (Young Indiana Jones and the Face of the Dragon, William McCay, trad. Jean Esch, ill. Erik Juszezak), Hachette jeunesse, Paris, 1995, 156 p. (Bibliothèque verte ; 591).  (ISBN 2-01-209255-1)
- Indiana Jones Jr et le Trésor des pirates (Young Indiana Jones and the Pirates' loot, J.N.Fox, trad. Jean Esch, ill. Erik Juszezak), Hachette jeunesse, Paris, 1995, 187 p. (Bibliothèque verte ; 592).  (ISBN 2-01-209254-3)
- Indiana Jones Jr et la Montagne de feu (Young Indiana Jones and the Mountain of Fire, William McCay, trad. Jérôme Jacobs, ill. Erik Juszezak), Hachette jeunesse, Paris, 1995, 186 p. (Bibliothèque verte ; 593).  (ISBN 2-01-209253-5)
- Indiana Jones Jr : L'Œil du tigre (Young Indiana Jones and the Eye of the Tiger, William McCay, trad. Jérôme Jacobs, ill. Erik Juszezak), Hachette jeunesse, Paris, 1996, 189 p. (Bibliothèque verte ; 594).  (ISBN 2-01-209533-X)

Il existe sept romans francophones originaux qui poursuivent la série.
- Indiana Jones Jr et le Fantôme du Klondike (Jérôme Jacobs, ill. Érik Juszezak), Hachette jeunesse, Paris, 1997, 157 p. (Bibliothèque verte ; 595)  (ISBN 2-01-209591-7)
- Indiana Jones Jr et l'Ampoule radioactive (Richard Beugné, ill. Erik Juszezak), Hachette jeunesse, Paris, 1997, 190 p. (Bibliothèque verte ; 596).  (ISBN 2-01-209671-9)
- Indiana Jones Jr et le Violon du Metropolitan (Jérôme Jacobs, ill. Érik Juszezak), Hachette jeunesse, Paris, 1997, 155 p. (Bibliothèque verte ; 597)  (ISBN 2-01-209669-7)
- Indiana Jones Jr et la Météorite sacrée (Richard Beugné, ill. Erik Juszezak), Hachette jeunesse, Paris, 1997, 189 p. (Bibliothèque verte ; 598).  (ISBN 2-01-209670-0)
- Indiana Jones Jr et le Triangle des Bermudes (Jérôme Jacobs, ill. Érik Juszezak), Hachette jeunesse, Paris, 1998, 189 p. (Bibliothèque verte ; 599)  (ISBN 2-01-209802-9)
- Indiana Jones Jr et l'Enfant lama (Richard Beugné, ill. Érik Juszezak), Hachette jeunesse, Paris, 1998, 158 p. (Bibliothèque verte ; 600)  (ISBN 2-01-209803-7)
- Indiana Jones Jr et le Spectre de Venise (Jérôme Jacobs, ill. Érik Juszezak), Hachette jeunesse, Paris, 1998, 158 p. (Bibliothèque verte ; 601)  (ISBN 2-01-209804-5)

### Bandes dessinées
Indiana Jones apparait aux États-Unis dans Dark Horse Presents, édité par Dark Horse Comics. On trouve dans le numéro 3 (1992), l'épisode Indiana Jones: The Shrine of the Sea Devil, part 1, dans le numéro 4 (1992), l'épisode Indiana Jones: The Shrine of the Sea Devil, part 2, dans le numéro 5 (1992), l'épisode Indiana Jones: The Shrine of the Sea Devil, part 3 et dans le numéro 6 (1993), l'épisode Indiana Jones: The Shrine of the Sea Devil, part 4. Ces comics sont à l'origine du scénario de Fate of Atlantis qui sera adapté en jeu vidéo en 1992 sous le nom Indiana Jones et le Mystère de l'Atlantide. En 1995, Dark Horse Comics édite une mini série sous forme de quatre comics intitulé Indiana Jones and the Spear of Destiny.
Ci-dessous la liste des albums parus en français.

#### Chez Dynamisme Presse
- Les Aventuriers de l'Arche Perdue (Raiders of the Lost Ark), 1981, Dynamisme Presse Édition[47].

#### Série françaiseIndiana Jones(1984-1996)
Série française Indiana Jones (1984-1996), par Claude Moliterni et Giancarlo Alessandrini :
- Indiana Jones et le Temple maudit, Éditions Carrere, 1984.
- Indiana Jones et le Secret de la pyramide, Bagheera, Paris, 1993, 48 p.  (ISBN 2-908406-26-8)
- Indiana Jones et la Cité de la foudre, Bagheera, Paris, 1994, 48 p.  (ISBN 2-908406-34-9)
- Indiana Jones et le Grimoire maudit, Bagheera, Paris, 1995, 48 p.  (ISBN 2-908406-34-9)

#### Série de comics Delcourt
Comics parus chez Delcourt :
- Indiana Jones et le Royaume du crâne de cristal, Éditions Delcourt, coll. « Contrebande », Paris, 2008.  (ISBN 978-2-7560-1297-1)
- Indiana Jones et le Tombeau des dieux, Éditions Delcourt, coll. « Contrebande », Paris, 2009.  (ISBN 978-2-7560-1345-9)

- Indiana Jones Aventures Tome 1, Delcourt, coll. « Contrebande », Paris, 2008  (ISBN 978-2-7560-1296-4)
- Indiana Jones Aventures Tome 2, Delcourt, coll. « Contrebande », Paris, 2010  (ISBN 978-2-7560-1342-8)

#### Ouvrages inédits en français
- Indiana Jones et la Dernière Croisade (4 comics)
- The Further Adventures of Indiana Jones (34 comics)
- Indiana Jones and the Fate of Atlantis (4 comics ; existe un jeu vidéo du même nom) - 1991
- Young Indiana Jones Chronicles (12 comics) - 1993
- Indiana Jones : Thunder in the Orient (6 comics) - 1993
- Indiana Jones and the Arms of Gold (4 comics) - 1994
- Indiana Jones and the Golden Fleece (2 comics) - 1994
- Indiana Jones and the Shrine of the Sea Devil (1 comics) - 1994
- Indiana Jones and the Iron Phoenix (4 comics)- 1995
- Indiana Jones and the Spear of Destiny (4 comics) - 1995
- Indiana Jones and the Sargasso Pirates (4 comics) - 1996

### Jeux de rôle
- 1984 : The Adventures of Indiana Jones Role-Playing Game (en), jeu de rôle édité par TSR.
- 1994 : The World of Indiana Jones (en), jeu de rôle édité par West End Games (WEG).

### Jouets
Des figurines articulées et des jouets sous licence « Indiana Jones » ont été produits au cours de quatre périodes successives : Kenner, LJN/Star Toys, ToysMcCoy/Disneyland et Hasbro.
Lego produit une série de sets sur le thème depuis le quatrième film, sorti en 2008, jusqu’en 2009. Une nouvelle série de sets est lancée en avril 2023. D'autres sets pourraient suivre, notamment pour suivre la sortie du 5e film fin juin 2023.

### Flippers
- Flipper « El Dorado City of Gold » par D. Gottlieb & Co., septembre 1984, 905 exemplaires (sans licence)[50]
- Flipper « Indiana Jones: The Pinball Adventure » par Williams Electronics Games, août 1993, 12 716 exemplaires[51]
- Flipper « Indiana Jones » par Stern Pinball, avril 2008[52]

### Attractions
Disney a développé plusieurs attractions sur le monde d'Indiana Jones pour ses parcs, regroupées sous le nom de Indiana Jones Adventure :
- The Temple of the Forbidden Eye
- The Temple of the Crystal Skull
- Indiana jones Stunt Spectacular

Le parc Disneyland Paris possède aussi l'attraction Indiana Jones et le Temple du Péril.

## Dans la culture populaire

### Indiana Jones: un aventurier modèle
Copié, parodié et autres influences dans la culture populaire. Bien que le personnage fut lui-même créé sous diverses inspirations, il a inspiré bien d'autres aventuriers fictifs.

#### Jeux vidéo
- Le personnage du jeu vidéo Rick Dangerous.
- Lara Croft, aventurière et archéologue dans la série Tomb Raider.
- Indiana Crag, du jeu Super Paper Mario.
- Harrison Jones, du jeu World of Warcraft (également présent dans le jeu de cartes dérivé Hearthstone: Heroes of Warcraft).
- Nathan Drake, du jeu Uncharted.
- Montana Smith, du jeu Temple Run.
- Earnest Evans, des jeux Earnest Evans, El Viento et Annet Futatabi, édités par Wolf Team.
- Pitfall Harry, du jeu Pitfall! édité par Activision.
- Joe King, du jeu Flight of the Amazon Queen.
- Sydney Hunter, du jeu Sydney Hunter and the Caverns of Death.
- Le héros du jeu Spelunky.
- Le héros du jeu Le Fétiche Maya.
- L'un des personnages de la quête principale du jeu Wakfu se nomme « Jenry Hones », archaologue sufokien. On voit également son père rajeuni, Jenry Hones Senior. Et comme dans les films, Jenry Hones Junior est un homme de terrain, tandis que son père peut se trouver dans l'une des zones de bibliothèque du jeu.

#### Cinéma et télévision
- Lara Croft, toujours, dans deux films : Lara Croft : Tomb Raider (Lara Croft: Tomb Raider) et Lara Croft : Tomb Raider, le berceau de la vie (Lara Croft & the Cradle of Life : Tomb Raider 2).
- Benjamin Gates, un cryptologue dans deux films : Benjamin Gates et le Trésor des Templiers (National Treasure, 2004) et sa suite Benjamin Gates et le livre des secrets (National Treasure : Book of Secrets, 2007)
- Rick O'Connell, aventurier et chasseur de trésors dans les films La Momie (The Mummy), Le Retour de la momie (The Mummy Returns) et La Momie : La Tombe de l'empereur Dragon (The Mummy III: Tomb of the Emperor Dragon)
- Sydney Fox, archéologue et aventurière dans la série télévisée Sydney Fox, l'aventurière
- Deux aventures de Jack T. Colton : À la poursuite du diamant vert (Romancing the Stone) réalisé par Robert Zemeckis et sorti en 1984 avec Michael Douglas dans le rôle de l'aventurier, et sa suite qui sort l'année suivante en 1985 : Le Diamant du Nil (The Jewel of the Nile) réalisé par Lewis Teague.
- Deux aventures d'Allan Quatermain, personnage certes antérieur à Indiana Jones, mais dont les mises en scène tentent d'imiter les aventures de l'aventurier au fouet dans Allan Quatermain et les Mines du roi Salomon de J. Lee Thompson avec Richard Chamberlain, en 1985, puis Allan Quatermain et la Cité de l'or perdu en 1986.
- Magnum avec Tom Selleck initialement choisi pour interpréter le personnage d'Indiana Jones : Dans l'épisode 10 de la saison 8 (dernière de la série), Tom Selleck endosse un costume quasi identique au célèbre aventurier. La séquence d'ouverture rappelle l'introduction de Les Aventuriers de l'arche perdue. D'ailleurs, le titre original de l'épisode s'intitule La Légende de l'art perdu (Legend of the Lost Art). L'épisode constitue bien plus qu'une simple référence, il rappelle implicitement l'anecdote du choix de l'acteur et permet aux téléspectateurs d'imaginer ce qu'aurait pu apporter Tom Selleck au rôle.
- Dans la série My Little Pony, Indiana Jones a inspiré le personnage de Casse-Cou (Daring Do en VO).
- Les personnages de Tic et Tac, les rangers du risque sont habillés de la même manière qu'Indiana Jones et Magnum, deux rôles étroitement liés à Harrison Ford : Tic (Chip) porte le blouson et le chapeau d'Indiana Jones, Tac (Dale) la chemise hawaïenne de Magnum.

#### Dans la bande dessinée et la littérature de science-fiction
- Flagada Jones, aviateur casse-cou dans la série La Bande à Picsou (DuckTales), pour le nom plus que pour le caractère. De plus, en version originale, son nom est Launchpad McQuack.
- Indiana Ding, cousin archéologue et aventurier de Dingo dans certaines aventures, et qui est un « alter-ego Disney » d'Indiana Jones.
- Africa Jim, aventurier dont les strips sont publiés dans Spirou.
- Dans le tome 3 des Légendaires : origines de Patrick Sobral et Nadou, Esmeralda est une parodie d'Indiana Jones : l'archéologue à lunettes n'a pas le sens de l'orientation.